# Anna Bodén (skådespelare)
Anna Bodén, född Anna Adolfina Renqvist 4 december 1887 i Örebro, död 18 maj 1961 i Norrsunda, Märsta kommun, var en svensk skådespelare.

## Filmografi
- 1914 – Prästen
- 1914 – När svärmor regerar
- 1924 – 33.333

## Teater

### Roller (ej komplett)
| År   | Roll          | Produktion                                                          | Regi        | Teater        |
| ---- | ------------- | ------------------------------------------------------------------- | ----------- | ------------- |
| 1906 | Pepa          | Frihetsbröderna Jacques Offenbach, Henri Meilhac och Ludovic Halévy |             | Oscarsteatern |
| 1907 |               | Talismanen, eller De bägge rödhåriga Johann Nestroy                 |             | Oscarsteatern |
| 1907 | Fru Palmobeuf | Surcouf Robert Planquette och Henri Chivot                          |             | Oscarsteatern |
| 1912 |               | Kvinnohataren Edmund Eysler, Leo Stein och Karl Lindau              | Emil Linden | Oscarsteatern |

### Fotnoter
1. ↑  ”Anna Bodén”. Svensk Filmdatabas. http://sfi.se/sv/svensk-filmdatabas/Item/?type=PERSON&itemid=57662&ref=%2ftemplates%2fSwedishFilmSearchResult.aspx%3fid%3d1225%26epslanguage%3dsv%26searchword%3dAnna+Bod%C3%A9n%26type%3dPerson%26match%3dBegin%26page%3d1%26prom%3dFalse. Läst 17 oktober 2012.
2. ↑  ”Teater, konst, litteratur”. Dagens Nyheter:  s. 3. 5 december 1906. http://arkivet.dn.se/arkivet/tidning/1906-12-05/13157a/3. Läst 27 juli 2015.
3. ↑  ”Teater, konst, litteratur”. Dagens Nyheter:  s. 3. 2 mars 1907. http://arkivet.dn.se/arkivet/tidning/1907-03-02/13241a/3. Läst 26 juli 2015.
4. ↑  Frans J. Huss, red (1907). ”Från scenen och konsertsalen”. Svensk musiktidning (Stockholm: Frans J. Huss) 27 (17):  sid. 134. Arkiverad från originalet den 8 maj 2016. https://web.archive.org/web/20160508011743/http://boije.statensmusikverk.se/www/epublikationer/Svensk_Musiktidning_1907_no_17.pdf. Läst 7 maj 2016. Arkiverad 8 maj 2016 hämtat från the Wayback Machine.
5. ↑  ”Teater, Konst, Litteratur”. Dagens Nyheter:  s. 6. 27 augusti 1912. http://arkivet.dn.se/arkivet/tidning/1912-08-27/15189/6. Läst 27 januari 2016.